# Districtul Meißen
Districtul Meißen este un district rural (Landkreis) din landul Saxonia, Germania, cu capitala în orașul Meißen.
1. ↑  Bundesgesetzblatt, 27 septembrie 2004, p. 2350
2. 1 2 3  GeoNames